# Манакау
Манакау (англ. Manakau) — гора висотою 2608 метрів — найвища гірська вершина гірського хребта Севард Кайкоура, східного або приморського хребта Кайкоура, в окрузі Кайкоура, регіону Кентербері на Південному острові Нової Зеландії.

## Географія
Доволі масивна гора Манакау лежить за 26 кілометри на південь від гори Тапуає-о-Уенуку (2885 м) — найвищої вершини гірських хребтів Кайкоура, за 322 км на північний схід від найвищої вершини Нової Зеландії — гори Аоракі / Маунт-Кук (3724 м), за 20 км на північ-північний захід від міста Кайкоура та за 143 км на південний захід від столиці країни, міста Веллінгтон.

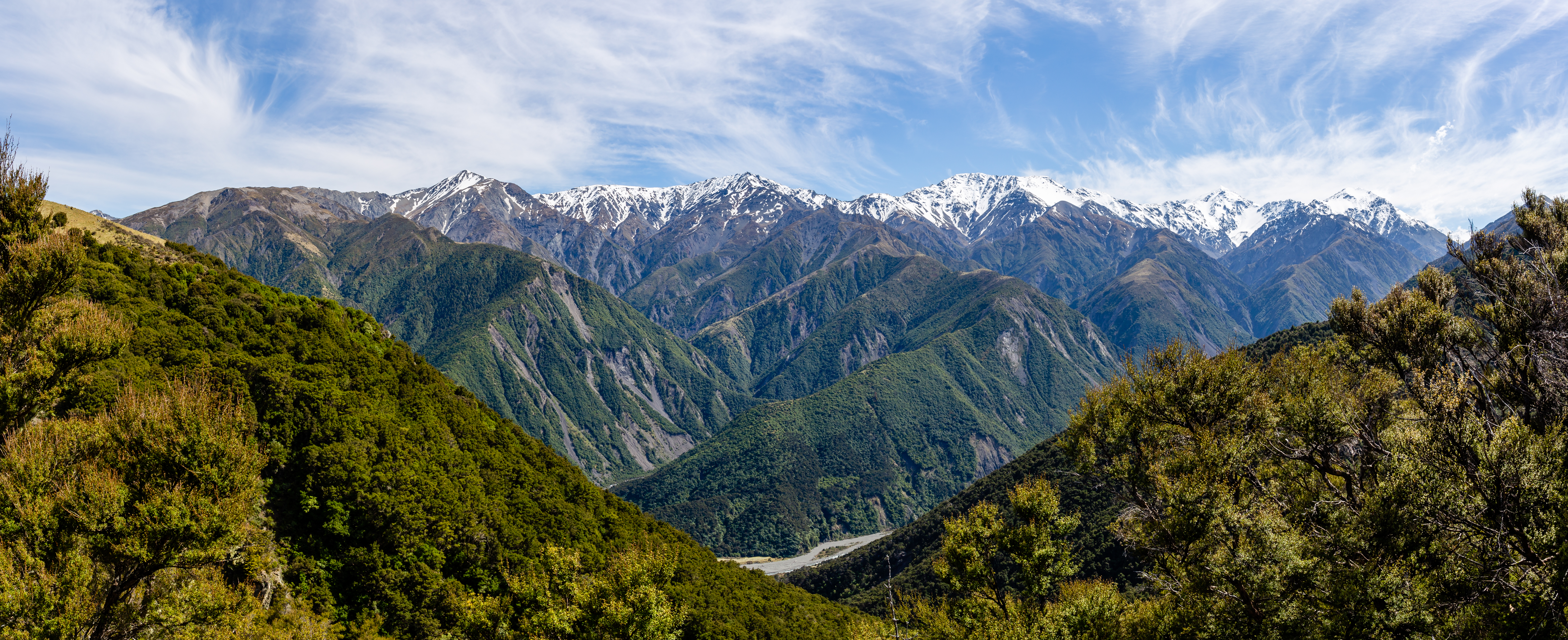
Гора Манакау (праворуч, на горизонті).

Абсолютна висота вершини 2608 метрів над рівнем моря. Відносна висота гори — 1798 м. За цим показником вершина відноситься до ультра-піків і є 6-ю на Південному острові та 8-ю у Новій Зеландії. Найнижче ключове сідло вершини, по якому вимірюється її відносна висота називається «Сідло Госсак» (англ. Hossack Saddle), має висоту 810 м над рівнем моря і розташоване, як не дивно, аж за 54,7 км на захід-південний захід (42°27′17″ пд. ш. 173°1′45″ сх. д. / 42.45472° пд. ш. 173.02917° сх. д.). Топографічна ізоляція вершини відносно найближчої вищої гори Алярм (англ. Mount Alarm), яка розташована на півночі, становить 23,84 км.
В джерелах описано п'ять маршрутів на вершину включаючи популярний від Барраттс Бівві (англ. Barratts Bivvy).
Вода зі схилів гори живить річки Гапуку та Ковгай, а також кілька правих приток річки Кларенс.